# Häuser An der Vikarie 1 und 2 (Nörvenich)

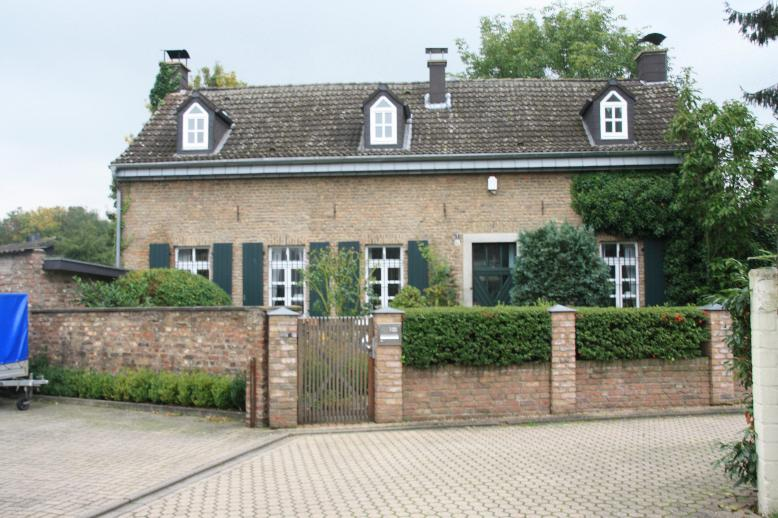
An der Vikarie 1

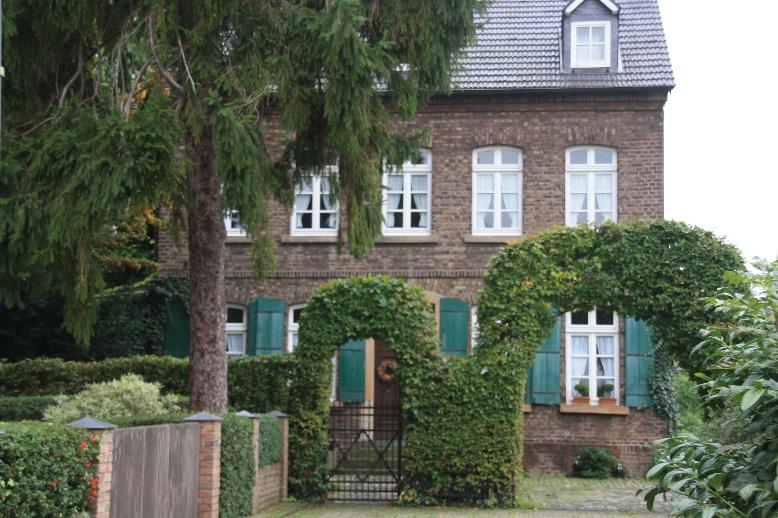
An der Vikarie 2

Die beiden Häuser An der Vikarie 1 und 2 befinden sich in Nörvenich im Kreis Düren in Nordrhein-Westfalen. Sie stehen beide unter Denkmalschutz.
Die beiden Hausgrundstücke An der Vikarie 1 und 2 bildeten ursprünglich eine einzige Parzelle, wie das aus der alten Katasterkarte zu sehen ist. Das Areal war mit einer vierseitig geschlossenen Haus- und Hofanlage bebaut, die vom Vikar des Kreuzaltars bewohnt und bewirtschaftet wurde. Er war neben seiner geistlichen Tätigkeit auch „Schulvikar“. 
Kreuzaltar und Grundstück mit zugehörigen Ländereien und anderen Einkünften waren vor Jahrhunderten von dem Gymnicher Ritter Arnold Scharppeil gestiftet worden. Der Vikar erteilte in seinem Haus den Dorfkindern gegen Entgelt Schulunterricht. Ob er aufgrund der Stiftung dazu verpflichtet war, kann heute nicht mehr festgestellt werden. 
Die alten Vikariegebäude sind 1829 abgerissen worden. Der Vikar benötigte die landwirtschaftlichen Gebäude nicht mehr. Es wurde eine neue Vikarie gebaut mit einer Wohnung für den Vikar und einem Schulzimmer.

## An der Vikarie Nr. 1
Die neue Vikarieschule hatte einen großen Schulsaal und eine Wohnung für den Vikar. Sie wurde von dem Nörvenicher Schreiner Peter Joseph Schmitz gebaut und konnte 1833 bezogen werden. Aus der Gemeindekasse bekam er für seine Arbeit 1.057 Reichstaler, die durch den Verkauf von Grundstücken, Steuerumlagen und 200 Talern aus dem Vikarieetat aufgebracht wurden. 
Die Schule ist bis 1940 genutzt worden. Zuletzt wurden im einzigen Klassenraum die ersten vier Schuljahre gleichzeitig von einem Lehrer unterrichtet. 
Erst in der zweiten Hälfte des 19. Jahrhunderts ist die Schule nach sehr schwierigen Verhandlungen zwischen dem erzbischöflichen Generalvikariat, dem Regierungspräsidenten und dem Landrat von der Gemeinde Nörvenich übernommen worden.
Das Gebäude ist in den 1980er Jahren in die Denkmalliste eingetragen worden und 1987 in Privatbesitz verkauft worden.
Das Haus wurde am 20. März 1985 in die Denkmalliste der Gemeinde Nörvenich unter Nr. 48 eingetragen.

## An der Vikarie Nr. 2
1852 ist das Haus An der Vikarie Nr. 2 gebaut worden, das nun die Wohnung des Vikars wurde.
Das Haus hat bis in unsere Zeit als Vikarie gedient. Zuletzt hat hier der pensionierte Pastor Johann Plum gelebt, der von 1946 bis 1961 als Subsidiar in der Pfarre tätig war. Das Haus befindet sich seit 1975 in Privatbesitz. 
Das Haus wurde am 20. März 1985 in die Denkmalliste der Gemeinde Nörvenich unter Nr. 49 eingetragen.
Koordinaten: 50° 48′ 28,3″ N, 6° 38′ 46,2″ O